# ハレノヒ (神谷浩史のアルバム)
『ハレノヒ』は、神谷浩史の1枚目のミニアルバム。2009年8月26日にKiramuneから発売された。

## 概要
歌手活動デビュー作品。初回限定盤と通常盤の2種リリースであり、初回限定盤には「my diary」のPVとメイキングなどを収録したDVDが同梱され、撮りおろしのフォトブック付き特製スリーブ仕様となっている。
オリコンデイリーチャート初登場8位を獲得。また、2009年9月7日付のオリコンウィークリーチャート初登場9位を記録し、初動で1万枚を越えるセールスを記録した。

## 収録曲
1. full count [4:15]
作詞・作曲：masaya / 編曲：QUAdate
2. 名もなき花 [3:53]
作詞：ヒルマ弘 / 作曲：吉田敬子 / 編曲：菊谷知樹
3. my diary [5:02]
作詞：鳥海雄介 / 作曲：斎藤悠弥 / 編曲：QUAdate
4. 優しい風 [4:30]
作詞：下地悠 / 作曲：磯部篤子 / 編曲：QUAdate
5. バジル [3:24]
作詞・作曲：吉田シゲロウ / 編曲：QUAdate
6. my diary -reprise- [2:25]
作詞：鳥海雄介 / 作曲：斎藤悠弥 / 編曲：虹音

DVD（初回限定盤のみ）
1. my diary (MUSIC CLIP)
2. making of "ハレノヒ"
3. CM集